# L'Aigle, la Laie et la Chatte
L'Aigle, la Laie et la Chatte est la sixième fable du livre III de La Fontaine situé dans le premier recueil des Fables de La Fontaine, édité pour la première fois en 1668.
L'origine de cette fable est la fable de Phèdre "L'aigle, la chatte et la laie",,,.

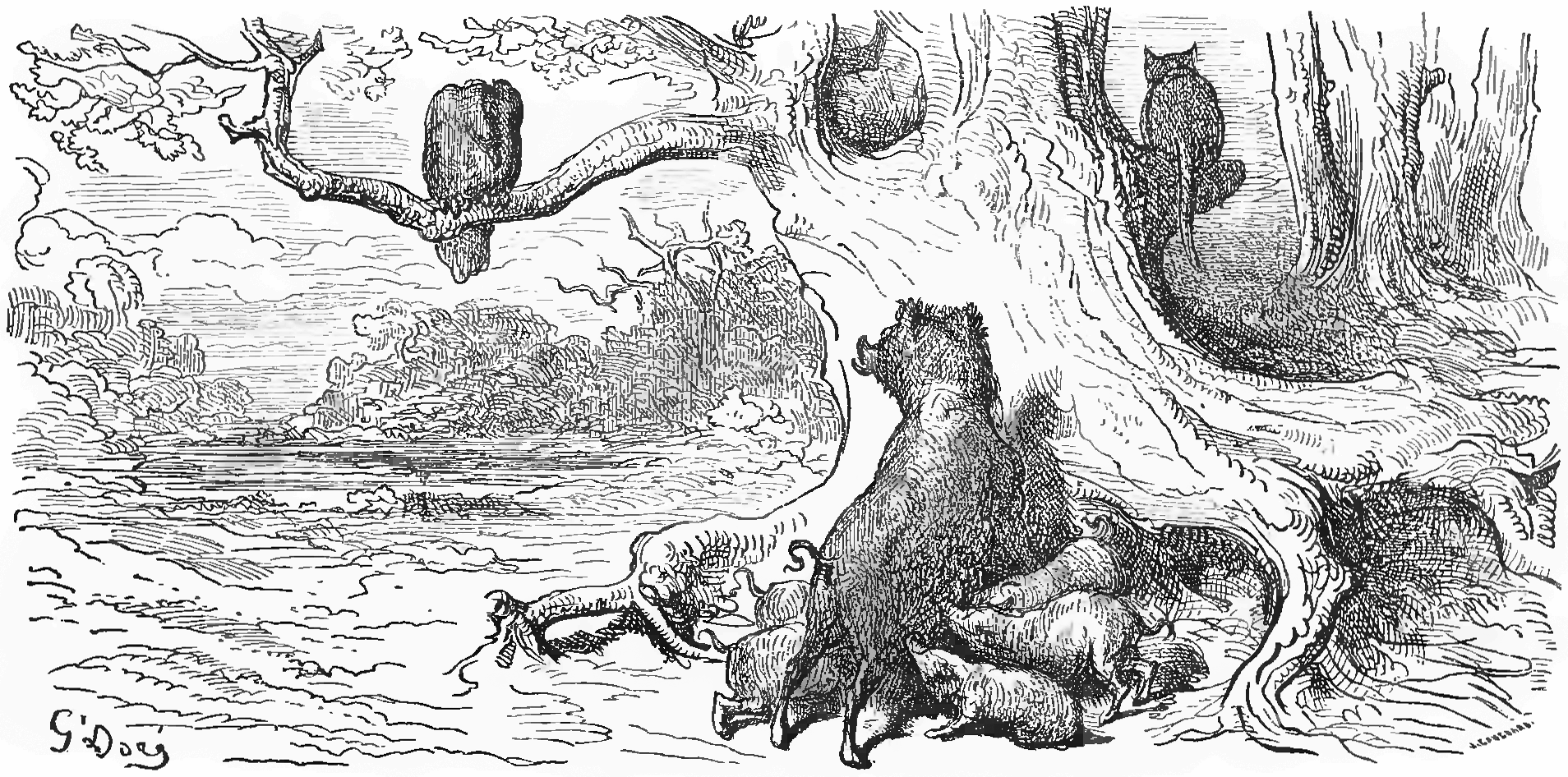
Gravure de Gustave Doré (1876)

## Le texte
L'Aigle avait ses petits au haut d'un arbre creux.

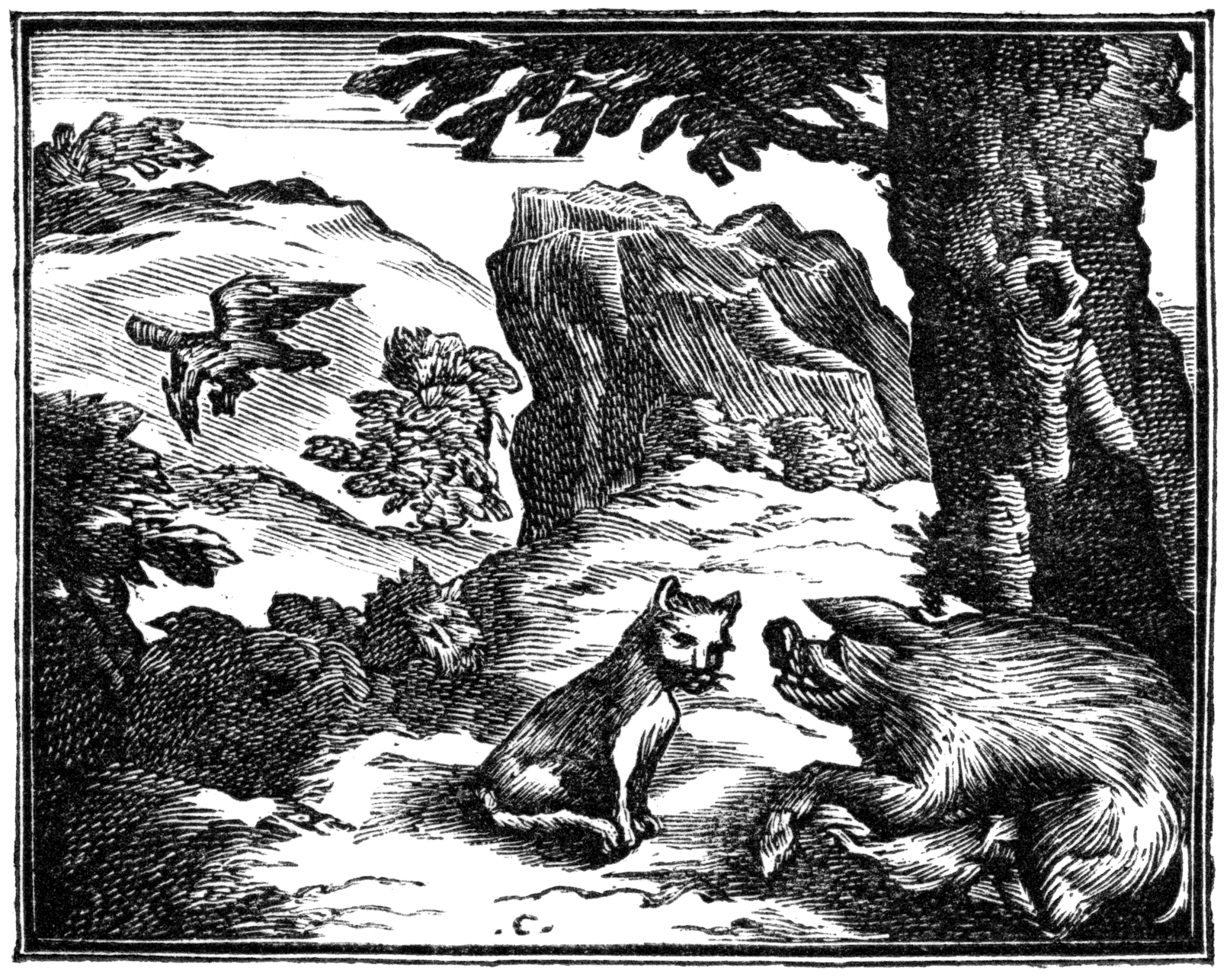
Gravure de François Chauveau (1613-1676)

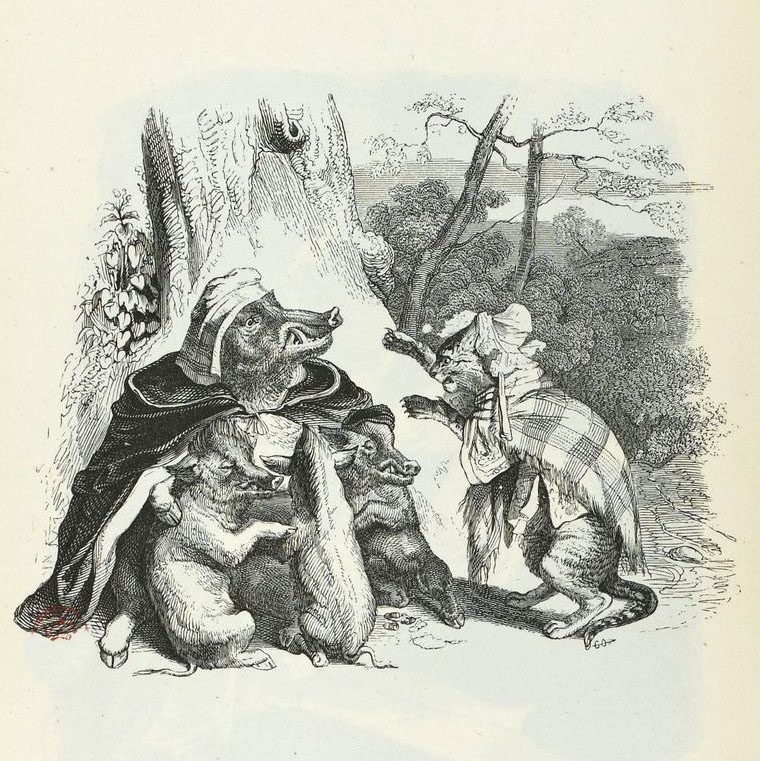
Dessin de Grandville (1838-1840)

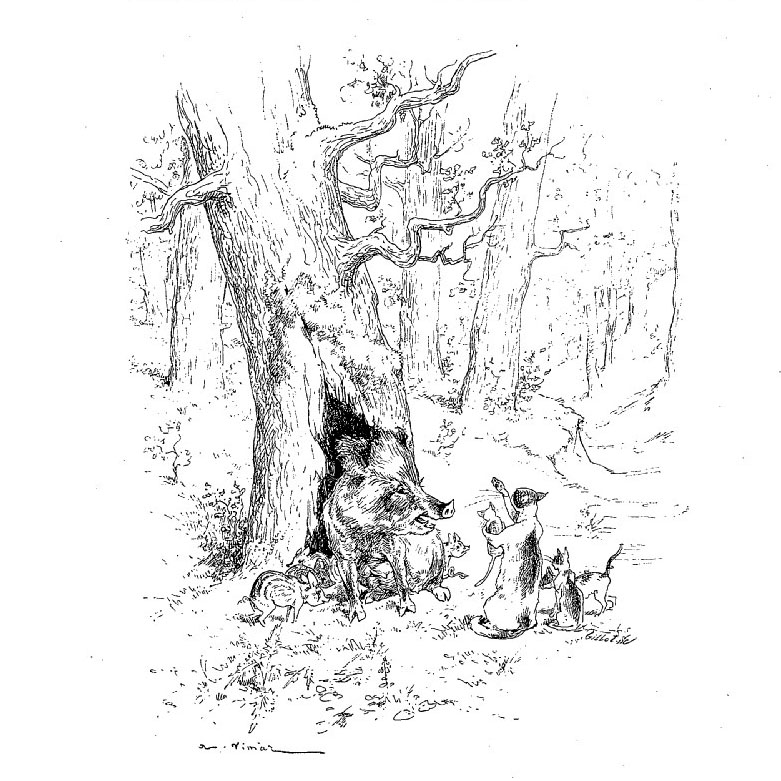
Illustration d'Auguste Vimar (1897)

La Laie au pied, la Chatte entre les deux ;

Et sans s'incommoder, moyennant ce partage,

Mères et nourrissons faisaient leur tripotage.

La Chatte détruisit par sa fourbe l'accord.

Elle grimpa chez l'Aigle, et lui dit : Notre mort

(Au moins de nos enfants, car c'est tout un aux mères)

Ne tardera possible guères.

Voyez-vous à nos pieds fouir incessamment

Cette maudite Laie, et creuser une mine ?

C'est pour déraciner le chêne assurément,

Et de nos nourrissons attirer la ruine.

L'arbre tombant, ils seront dévorés :

Qu'ils s'en tiennent pour assurés.

S'il m'en restait un seul, j'adoucirais ma plainte.

Au partir de ce lieu, qu'elle remplit de crainte,

La perfide descend tout droit

A l'endroit

Où la Laie était en gésine.

Ma bonne amie et ma voisine,

Lui dit-elle tout bas, je vous donne un avis.

L'aigle, si vous sortez, fondra sur vos petits :

Obligez-moi de n'en rien dire :

Son courroux tomberait sur moi.

Dans cette autre famille ayant semé l'effroi,

La Chatte en son trou se retire.

L'Aigle n'ose sortir, ni pourvoir aux besoins

De ses petits ; la Laie encore moins :

Sottes de ne pas voir que le plus grand des soins,

Ce doit être celui d'éviter la famine.

A demeurer chez soi l'une et l'autre s'obstine

Pour secourir les siens dedans l'occasion :

L'Oiseau Royal, en cas de mine,

La Laie, en cas d'irruption.

La faim détruisit tout : il ne resta personne

De la gent Marcassine et de la gent Aiglonne,

Qui n'allât de vie à trépas :

Grand renfort pour Messieurs les Chats.

Que ne sait point ourdir une langue traîtresse

Par sa pernicieuse adresse ?

Des malheurs qui sont sortis

De la boîte de Pandore,

Celui qu'à meilleur droit tout l'Univers abhorre,

C'est la fourbe, à mon avis.